# Joan Majó
Joan Majó i Cruzate (Mataró, 30 de marzo de 1939) es un empresario y político español, doctor en Ingeniería Industrial por la Universidad Politécnica de Cataluña. Realizó estudios en Ciencias Políticas. Fue ministro de Industria y Energía durante la II Legislatura de España y diputado al Congreso por la provincia de Barcelona.

## Biografía
Alcalde de Mataró tras las elecciones municipales de 1979, con la llegada al poder en 1982 del Partido Socialista Obrero Español fue nombrado ministro de Industria y Energía en sustitución de Carlos Solchaga. Abandonó el Gobierno en 1986. Es Decano del Colegio de Ingenieros Industriales de Cataluña.
Además de desarrollar su labor en el ámbito empresarial, -fundó y presidió la empresa Telesincro, que en los años sesenta fabricó los primeros ordenadores diseñados en España-, ha estado muy vinculado a la política de telecomunicaciones, investigación, comunicaciones y ciencia de la Unión Europea después de participar en el Comité Organizador de los Juegos Olímpicos de Barcelona 1992. Es consejero asesor de la Comisión Europea en materia de telecomunicaciones e informática, presidente del Information Society Forum de Bruselas, del European Institute for Media de Düsseldorf y presidente del comité de expertos que evaluó la política científica y tecnológica europea por encargo del Parlamento y el Consejo de la Unión Europea. Ha sido también director general de la Corporación Catalana de Radio y Televisión.